# Chrysaora achlyos
Chrysaora achlyos è una medusa appartenente alla famiglia Pelagiidae, diffusa nelle acque dell'oceano Pacifico. Si tratta della più grossa specie di invertebrati descritta durante il XX secolo.

## Descrizione
La C. achlyos può raggiungere dimensioni ragguardevoli, con una campana emisferica del diametro di 1 metro e appendici orali che si estendono fino a 6 metri. Ha un colore sul viola scuro che a volte ha sfumature quasi nere, da cui il suo nome anglosassone di black sea nettle (Chrysaora nera). La campana è liscia, senza nematocisti. I margini dell'esombrella portano motivi reticolati di colore più chiaro.
Le gonadi si trovano alla fine di estensioni della campana a forma di dito, che si estendono attraverso aperture della subombrella chiamate "ostia". Gli otto organi sensori, i ropali semplici delle scyphomeduse, si trovano sul margine della campana, separati l'uno dall'altro da gruppi di tre tentacoli. Il margine porta 32 bargigli e 24 tentacoli sottili di un colore rosa pallido che si estendono per circa la metà della lunghezza delle appendici orali.
La C. achlyos ha molti punti di somiglianza con la C. plocamia. Quest'ultima però si distingue dalla C. achlyos facilmente dal colore e dalle dimensioni, dato che sulla campana traslucida della C. plocamia sono presenti strisce scure a raggiera, un motivo ben distinto dall'uniforme rosso-bruno della C. achlyos.

## Pericolosità
Data la scarsità di incontri con meduse di questa specie, pochi sono stati gli umani punti dai tentacoli dalla C. achlyos. Un caso registrato dal biologo marino J. Martin parla di una puntura non troppo dolorosa e sicuramente meno forte di quella della C. quinquecirrha, una medusa capace di produrre bruciature di media intensità, con nausea e giramenti di testa.

## Distribuzione e habitat
Si tratta di una specie che abita le acque del Pacifico orientale, lungo la penisola della Bassa California e a sud della California. La sua distribuzione non è perfettamente conosciuta e gli avvistamenti sono rari, tant'è che questa specie è stata descritta solamente alla fine del XX secolo, malgrado la sua relativa abbondanza e caratteristiche distintive.

### Raggruppamenti di massa
Si possono però incontrare in grandi banchi di queste meduse nelle acque superficiali al largo delle coste californiane in certe occasioni. Questi avvistamenti di massa coincidono con le "maree rosse", ossia con una straordinaria abbondanza nelle acque superficiali di zooplancton, del quale la C. achlyos  si ciba. Raggruppamenti di questo tipo sono stati segnalati negli anni 1926, 1965, 1989, 1999 e nel 2010. Le immagini pubblicate nel 1926 da Crowder menzionavano la specie semplicemente come "medusa nera", mentre le fotografie pubblicate da Halstead nel 1965 (e ristampate nel 1992) identificavano erroneamente la specie come Cyanea capillata. Nel 1989 avvennero numerosi spiaggimenti di C. achlyos, ampiamente pubblicizzati dalla stampa locale e di cui rimangono alcuni esemplari sono conservati al Natural History Museum of Los Angeles County ed al Cambrillo Marine Aquarium a San Pedro. Gli avvistamenti in superficie sono spesso di animali moribondi, trascinati a nord dalle correnti verso le spiagge di La Jolla o di Venice Beach.